# NGC 2864
إن جي سي 2864 التي يرمز لها بالرمز NGC 2864، هي مجرة، في كوكبة الشجاع.

## الاكتشاف
اكتشفت في 6 مارس 1864، بواسطة ألبرت مارث.